# 福建中學附屬學校
福建中學附屬學校（英語：Fukien Secondary School Affiliated School），位於九龍觀塘區油塘油塘邨第二期（近油翠苑），是一所男女直資英文小學。它與福建中學結成一條龍，符合升班資格的學生獲福建中學優先取錄。校長為徐區懿華女士。辦學團體為香港福建商會。

## 接辦歷史
福建中學附屬學校前身為基督教臻美黃乾亨小學暨初中學校（英语：Pegasus Philip Wong Kin Hang Christian Primary School cum Junior Secondary School），由基督教臻美社會服務機構創立，是香港直資學校，由黃乾亨的5位子女合資，原本校舍於2000年落成，是全港首批19座千禧校舍之一。由其中一位女兒，文化界名人、公民起動成員兼前灣仔區議會主席黃英琦出任創校校監，並以其父黃乾亨命名。
2009年5月至6月，該校先後有廉政公署執行處人員到臻美黃乾亨小學暨初中學校校舍檢走多份文件，此外也被傳出該校賬目混亂以及校監向其會員及董事有疑似利益輸送事宜，最終事件以其校監為首的臻美交出辦學權告一段落。
在臻美放棄辦學權後學校去向成疑，教育局邀請辦學團體對接手學校表達意向，最終在2009年7月11日，由唯一表達意向的福建中學辦學團體接管學校並將學校更為現名。
多年後的2012年，該校前身的臻美前校監梁淑貞因涉詐騙家長借出45萬元案提堂。
目前在社交平台上仍能找到由舊生對學校前身建立的專頁 （页面存档备份，存于）和群組作為回憶專區。

## 著名校友
- 黃芷晴：香港女童星
- 徐綽恩：香港女童星

## 外部連結
- 福建中學附屬學校 官方網 （页面存档备份，存于）
- （页面存档备份，存于）福建中學附屬學校 培養自我領導力
- 採用麻省理工設計教材教編程
- 校方重視溝通/[永久]
- 福附：師生均受益/
- 趙sir視學報告：福建中學附屬學校
- 明報: 臻美亂局 8年未註冊 兩年無交核數報告 今如常上課 （页面存档备份，存于）
- 福建附小轉型全英語教學 （页面存档备份，存于）
- 報讀人數最高飆升40% 香港家長大撒網助子升小學 （页面存档备份，存于）